# Eilema monticola
Eilema monticola är en fjärilsart som beskrevs av De Toulgoët 1954. Eilema monticola ingår i släktet Eilema och familjen björnspinnare. Inga underarter finns listade i Catalogue of Life.